# 롭 레터먼
롭 레터먼(영어: Rob Letterman, 1970년 10월 31일 ~ )은 미국의 애니메이터, 영화 감독이다. 대표작으로 《몬스터 vs 에이리언》(2009), 《걸리버 여행기》(2010), 《구스범스》(2015)가 있다.

## 작품 목록

### 각본, 감독
- 《명탐정 피카츄》(2019)
- 《명탐정 피카츄2》
- 《명탐정 피카츄3》